# Jerzy Polak
Jerzy Antoni Polak (ur. 3 grudnia 1946, zm. 9 sierpnia 2009) — redaktor, komentator sportowy meczów Anwilu Włocławek (relacja ze zdobycia Mistrza Polski), wieloletni dyrektor Radia W, działacz społeczny.
Był wieloletnim pracownikiem Radia W, które zostało uruchomione we Włocławku w kwietniu 1993 r. Prowadził transmisje "na żywo" z meczów koszykówki z Polski i zagranicy. 26 września 2004 r. otrzymał odznakę Opiekuna Miejsc Pamięci Narodowej. W grudniu 2005 r. zakończył karierę w radiu. Zmarł 9 sierpnia 2009 r. i został pochowany na Cmentarzu Komunalnym we Włocławku. W 2009 r. pojawił się projekt obywatelski uhonorowania Jerzego Polaka. Zbierano podpisy pod obywatelskim projektem uchwały dot. nadania Hali Mistrzów imienia radiowca zasłużonego dla miasta. Prezydent Włocławka nie odniósł się do obywatelskiego projektu.